# Emil Sokal

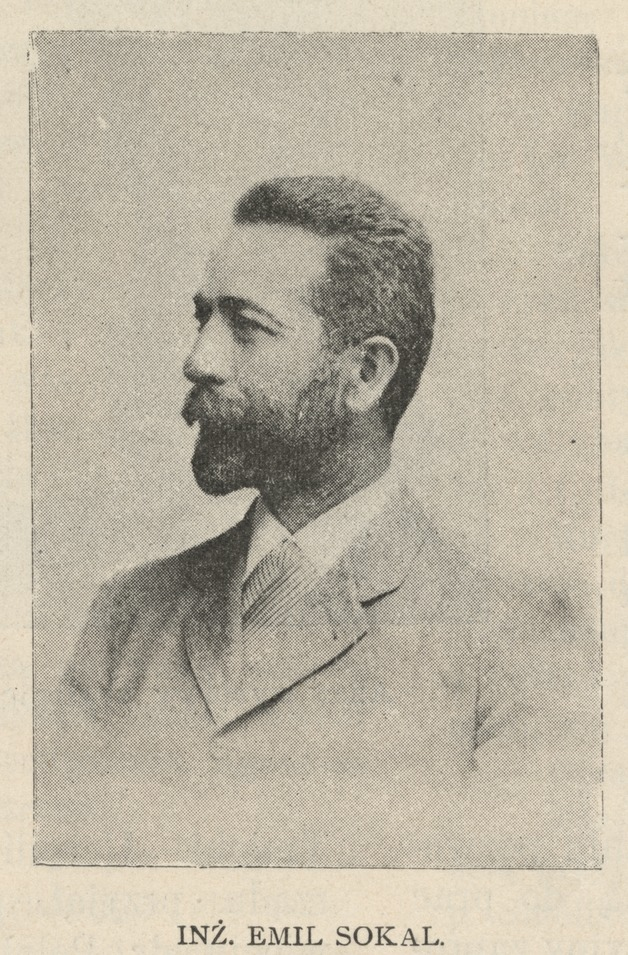

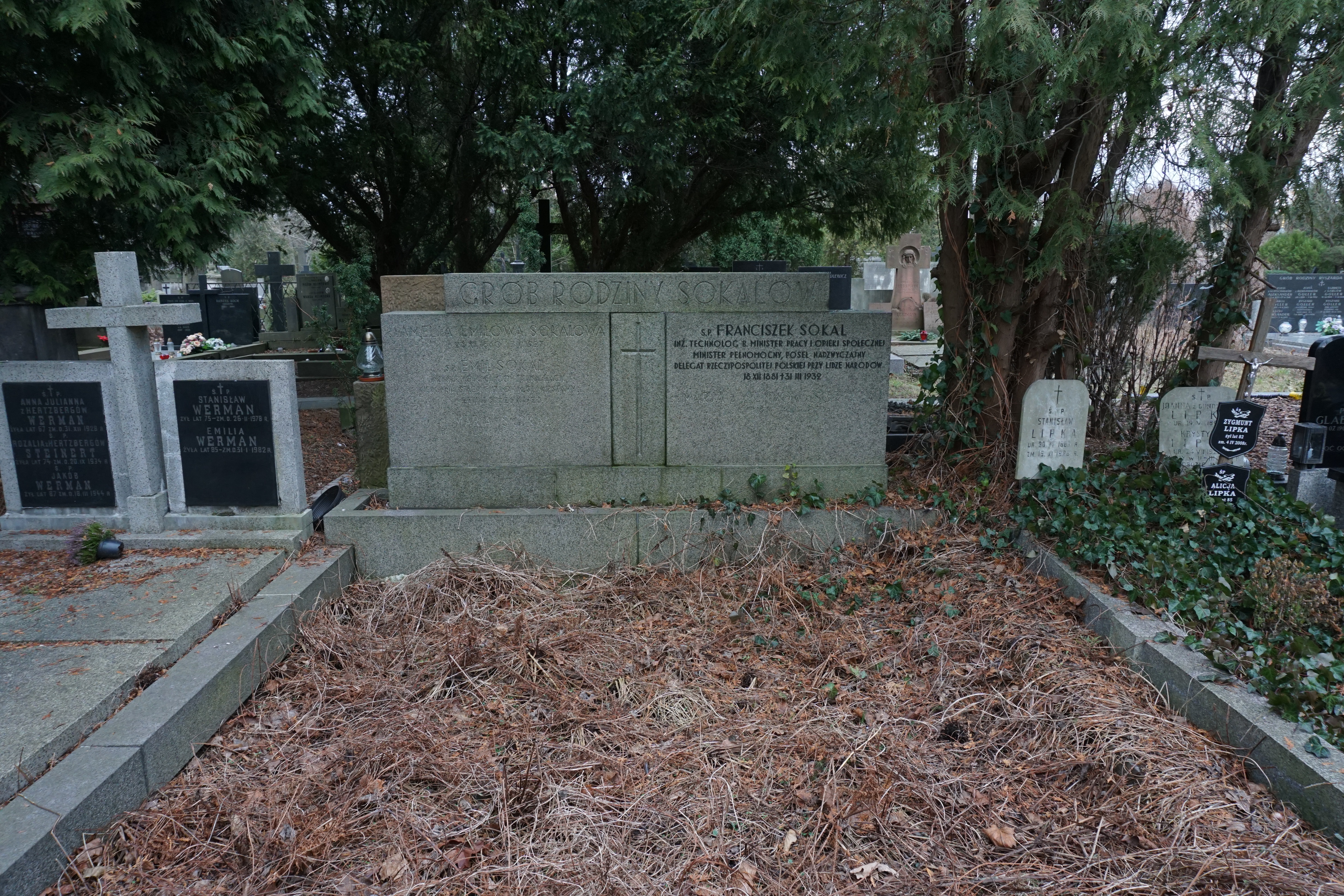
Grób Emila Sokala na cmentarzu ewangelicko-augsburskim w Warszawie

Emil Sokal (ur. 1851, zm. 1928) – polski specjalista w zakresie budowy kanalizacji i wodociągów, ojciec polityka Franciszka Sokala.
Był kierownikiem budowy kanalizacji i wodociągów w Warszawie. Następnie był długoletnim dyrektorem warszawskiej Stacji Filtrów.
W 1888 wydał broszurę poświęconą warunkom higienicznym w Warszawie.
Emil Sokal zmarł w 1928 i został pochowany na cmentarzu ewangelicko-augsburskim w Warszawie (aleja 15, grób 18).